# 4266 Waltari
4266 Waltari (1940 YE) là một tiểu hành tinh vành đai chính được phát hiện ngày 28 tháng 12 năm 1940 bởi Yrjö Väisälä ở Turku.